# زلزال شبرا (فلم)
زلزال شبرا فيلم مصري كوميدي فكرة وقصة الفنان عبد العزيز المسلم وإنتاج وإخراج خالد الجابري كتبه الشاعر المصري فداء الشندويلي بطولة حسن حسني وعبد العزيز المسلم.

## ملخص القصة
وتدور أحداثه حول زلزال يهدد منطقة شبرا المكتظة في مصر بالزوال وأن أحد الطلاب يكتشف هذا الأمر لكن استاذه في الجامعة يرفض فكرته يجسد شخصيته حسن حسني، ثم يتجه الزلزال نحو المنطقة العربية، ويعالج الفلم كيفية مواجهة الحكومة المصرية هذا الحدث وتعاملها معه، لافتا إلى أن الزلزال الحقيقي الذي يكشف عنه الفيلم هو عدم احترام العلم والعلماء.
وأوضح عبد العزيز المسلم انه بحلول عام 2009 سيحدد أي الأبواب التي سيدخل من خلالها لمجال السينما خصوصا وان هناك عرضا آخر ولكن باللهجة المصرية، وأشار إلى وجود فيلم كويتي آخر يُكتب حاليا سوف يعلن تفاصيله قريبا. ولم يعرض الفيلم حتى الآن.